# Şener Şen
Şener Şen (Adana, 26 de dezembro de 1941) é um actor turco de cinema e teatro, vencedor em duas ocasiões do prémio Golden Orange na categoria de melhor actor pelos seus papeis nos filmes Mr. Muhsin (1985) e Lovelorn (2005). Também obteve o mesmo prémio na categoria de melhor actor de partilha (Çöpçüler Kralı, 1977) e como reconhecimento pela sua extensa carreira artística.

## Biografia

### Inícios
Şener Şem iniciou a sua carreira como actor em 1958 aos 17 anos no teatro Yeşil Sahne em Cağaloğlu. Entre 1964 e 1966 deu aulas em escolas primárias nas aldeias do leste de Anatólia. Em 1966 regressou ao palco no City Theater de Istambul. Fez a sua estreia no cinema com um pequeno papel no filme dramático So-Called Girls (1967), dirigido por Nejat Saydam.

### Reconhecimento
Pelo seu papel como Nazım no filme de Yavuz Turgul Gönül Yarası (2005) ganhou o prémio de melhor actor na edição número 42 do Festival Internacional de Cinema de Antalya. Os seus papeis nos filmes Kabadayı (2007) e Av Mevsimi (2010), no qual compartilhou o papel de protagonista com Çetin Tekindor e Cem Eılmaz figuraram entre os seus últimos aparecimentos notáveis no cinema do seu país. Em 2015, Şem apareceu num comercial da organização industrial Aygaz.
A 28 de dezembro de 2016, na cerimónia do Grande Prémio Presidencial da Cultura e as Artes, recebeu um reconhecimento da parte do presidente Recep Tayyip Erdoğan. Depois de recebê-lo, Şem afirmou publicamente: "As histórias dizem-nos como podemos viver. Tenho seleccionado cuidadosamente as personagens que tenho interpretado para servir o bem. Acho que as sociedades que procuram o bem, o amor e a beleza viverão sempre em paz. Aceito este prémio com a esperança de contribuir para a nossa paz social".

## Filmografia

### Cinema
| Aparecimentos no cinema | Aparecimentos no cinema                             | Aparecimentos no cinema | Aparecimentos no cinema                            |
| Ano                     | Título original                                     | Papel                   | Notas                                              |
| ----------------------- | --------------------------------------------------- | ----------------------- | -------------------------------------------------- |
| 1964                    | Hizmetçi Dediğin Böyle Olur                         |                         | Estreia cinematográfica                            |
| 1967                    | So-Called Girls (em turco: Sözde Kızlar)            |                         |                                                    |
| 1971                    | Görünce Kurşunlayın                                 |                         |                                                    |
| 1971                    | Altın Prens Devler Ülkesinde                        |                         |                                                    |
| 1972                    | Katerina                                            |                         |                                                    |
| 1972                    | Dinmeyen Sızı                                       |                         |                                                    |
| 1973                    | Aşk Mahkumu                                         |                         |                                                    |
| 1973                    | Bitirimler Sosyetede                                | Garson                  |                                                    |
| 1973                    | Bir Demet Menekşe                                   |                         |                                                    |
| 1974                    | Jáşar Ne Jáşar Ne Jáşamaz                           |                         |                                                    |
| 1974                    | Ayrı Dünyalar                                       |                         |                                                    |
| 1975                    | Bak Yeşil Yeşil                                     | Ahmet                   |                                                    |
| 1975                    | Bizim Aile                                          | Şener                   |                                                    |
| 1975                    | Hababam Sınıfı Sınıfta Kaldı                        | Body Ekrem              |                                                    |
| 1975                    | Aptal Şampiyon                                      | Fong                    |                                                    |
| 1976                    | Hababam Sınıfı Uyanıyor                             | Body Ekrem              |                                                    |
| 1976                    | Tosun Paşa                                          | Lütfü                   |                                                    |
| 1976                    | Süt Kardeşler                                       | Kumandan Hüsamettin     |                                                    |
| 1977                    | Hababam Sınıfı Tatilde                              | Body Ekrem              |                                                    |
| 1977                    | Şabanoğlu Şaban                                     | Kumandan Hüsamettin     |                                                    |
| 1977                    | Çöpçüler Kralı                                      | Zabıta Amiri            | Vencedor do prémio Golden Orange para melhor actor |
| 1977                    | Smiling Eyes (em turco: Gülen Gözler)               | Vecihi                  |                                                    |
| 1978                    | Kibar Feyzo                                         | Maho Ağa                |                                                    |
| 1978                    | Sultan                                              | Bakkal Bahtiyar         |                                                    |
| 1978                    | Hababam Sınıfı Dokuz Doğuruyor                      | Body Ekrem              |                                                    |
| 1978                    | Neşeli Günler                                       | Ziya                    |                                                    |
| 1979                    | Erkek Güzeli Sefil Bilo                             | Maho Ağa                |                                                    |
| 1979                    | N'olacak Şimdi                                      | Şakir                   |                                                    |
| 1980                    | Banker Bilo                                         | Banker Maho             |                                                    |
| 1981                    | Gırgıriyede Şenlik Var                              |                         |                                                    |
| 1981                    | Davaro                                              | Sülo                    |                                                    |
| 1982                    | Adile Teyze                                         | Sadık                   |                                                    |
| 1982                    | Çiçek Abbas                                         | Şakir                   |                                                    |
| 1982                    | Dolap Beygiri                                       | Banker Yakup            |                                                    |
| 1983                    | Gırgıriyede Cümbüş Var                              | Duman Haydar            |                                                    |
| 1983                    | Şekerpare                                           | Ziver                   |                                                    |
| 1983                    | The Shalvar Trouser Trial (em turco: Şalvar Davası) | Ağa                     | Primeiro papel como protagonsita                   |
| 1984                    | Gırgıriyede Büyük Seçim                             |                         |                                                    |
| 1984                    | High Principled (em turco: Namuslu)                 | Ali Rıza                |                                                    |
| 1985                    | Züğürt Ağa                                          | Ağa                     |                                                    |
| 1985                    | Aşık Oldum                                          | Şakir                   |                                                    |
| 1985                    | Çıplak Vatandaş                                     | İbrahim                 |                                                    |
| 1986                    | Milyarder                                           | Mesut                   |                                                    |
| 1986                    | Değirmen                                            | Kaymakam Hilmi          |                                                    |
| 1987                    | Mr. Muhsin (em turco: Muhsin Bey)                   | Muhsin Bey              | Vencedor do prémio Golden Orange a melhor actor    |
| 1987                    | Selamsız Bandosu                                    | Latif Şahin             |                                                    |
| 1987                    | Zengin Mutfağı                                      | Lütfü Usta              |                                                    |
| 1987                    | Arabesk                                             | Şener                   |                                                    |
| 1990                    | Aşk Filmlerinin Unutulmaz Yönetmeni                 | Temşmet Asilkan         |                                                    |
| 1992                    | Gölge Oyunu                                         | Abidin                  |                                                    |
| 1993                    | Amerikalı                                           | Şeref The Türk          |                                                    |
| 1996                    | The Bandit (em turco: Eşkıya)                       | Baran                   | Também produtor executivo                          |
| 2000                    | İkinci Bahar                                        | Ali Haydar              |                                                    |
| 2004                    | Lovelorn (em turco: Gönül Yarası)                   | Nazım                   | Vencedor do prémio Golden Orange a melhor actor    |
| 2007                    | For Love and Honra (em turco: Kabadayı)             | Ali Osman               |                                                    |
| 2010                    | Hunting Season (em turco: Av Mevsimi)               | Avcı                    |                                                    |

### Televisão
- İkinci Bahar

## Prémios e reconhecimentos
| Evento                                            | Ano  | Categoria    | Filme          |
| ------------------------------------------------- | ---- | ------------ | -------------- |
| Festival Internacional de Cinema de Antalya       | 1978 | Melhor actor | Çöpçüler Kralı |
| Festival Internacional de Cinema de Antalya       | 1987 | Melhor actor | Mr. Mushin     |
| Festival Internacional de Cinema de Valência      | 1997 | Melhor actor | Eşkiya         |
| Festival Internacional de Cinema de Antalya       | 2005 | Melhor actor | Gönül Yarası   |
| Grande Prémio Presidencial da Cultura e das Artes | 2016 |              |                |